# Euphthiracarus humeralis
Euphthiracarus humeralis är en kvalsterart som beskrevs av Norton och Metz 1977. Euphthiracarus humeralis ingår i släktet Euphthiracarus och familjen Euphthiracaridae. Inga underarter finns listade i Catalogue of Life.